# Casa forta del Mas d'en Pla
La Casa forta del Mas d'en Pla és una masia romànica del municipi de la Baronia de Rialb (Noguera) que forma part de l'Inventari del Patrimoni Arquitectònic de Catalunya. És una casa forta situada en un pla, actualment destinat a la pastura de bestiar, que s'alça a l'esperó meridional de la serra de la Garriga, damunt de la vall del Rialb, entre els barrancs de Fabregada i de l'Hedra. En època moderna aquesta antiga casa forta esdevingué masia.

## Descripció
Es tracta d'un edifici aïllat de planta quadrangular, d'uns 7 m de costat i uns 6 m d'alçada. Consta de dos pisos i d'altres cossos adossats a l'edifici primigeni en una època posterior, si bé els seus paraments no es diferencien massa dels de l'original. Els seus murs són d'un gruix d'uns 100 cm i les úniques façanes en bon estat són les que afronten al sud-oest i al nord-oest.
La façana nord-occidental és la que conserva la porta, amb llinda de fusta. En aquest mateix pis s'observen dues espitlleres, mentre que en el superior s'obre una finestra amb llinda de pedra i una altra espitllera. A la façana sud-oest s'hi distingeixen també dues espitlleres la planta baixa, mentre que, en el primer pis, hi ha una finestra d'arc apuntat. El parament és de carreus, escairats, de mida mitjana (25 x 35 cm), ben arrenglerats en filades. La teulada, enderrocada, era a doble vessant i coberta de teula àrab.
Amb el temps s'han anat adossant altres cossos a la façana meridional de l'edifici primitiu, datable vers el segle xii. Aquest edifici es reconvertí en època moderna en un mas, si bé actualment està abandonat.